# Федерация водных видов спорта Республики Казахстан
Федерация водных видов спорта Республики Казахстан (сокращённо ФВВС) — национальная спортивная федерация Казахстана, отвечающая за развитие самых популярных водных видов спорта в стране. Образована 27 апреля 1998 года, входит в FINA (Международная любительская федерация плавания) и AASF (Азиатская федерация плавания). С 2019 года президентом является Андрей Крюков, входящий в бюро исполкома FINA с 2013 года.

## Курируемые виды спорта
- Водное поло
- Плавание
- Плавание в открытой воде
- Прыжки в воду
- Синхронное плавание